# مبارزان ساخت گاندام
مبارزان ساخت گاندام (انگلیسی: Gundam Build Fighters)، یک مجموعه تلویزیونی علمی تخیلی ژاپنی انیمه محصول ۲۰۱۳ است که بر اساس فرنچایز طولانی مدت بندای نامکو فیلم‌ورکس ساخته شده است. این سریال به کارگردانی کنجی ناکازاکی از شماره. ۶ و نوشته شده توسط یوسوکه کورودا از موبایل سوت گاندام انجام شده است. طراحی شخصیت‌ها توسط کن ایچی اونوکی و سوزوهیتو یاسودا انجام شده است. این مجموعه ابتدا با نام پروژه "گاندام موبایل ۱/۱۴۴ " توسط سان‌رایس رونمایی شد،
قبل از اعلام رسمی برخلاف دیگر سری‌های «گاندام»، «مبارزان ساخت گاندام» بر جنبه مدل گاندام (گانپلا) فرنچایز تمرکز دارد.